# 上海パフォーマンスドール
上海パフォーマンスドール（しゃんはいパフォーマンスドール、簡: 上海劲舞娃娃、英: Shanghai Performance Doll、略称: SPD）は中華人民共和国のガールズグループ、女性アイドルグループ。
東京パフォーマンスドール（TPD）の姉妹グループとして大阪パフォーマンスドール（OPD）に続いて1994年7月6日～8月25日にかけて上海で行われたオーディション（上海歌舞麗人募集）で結成された。1994年8月25日のオーディション最終決戦（テレビ番組として制作，日本でも放送）でメンバーが決まった直後にその場でTPD，OPDと競演し、1995年11月3日にも大連でOPDと競演を果たしている。
グローバルに活動するアイドルグループが存在しない時代に吉本興業と中村龍史がパフォーマンスドールの海外展開を行うために結成した。しかし、あくまで中国市場で活動することを念頭に結成されたため、本家である日本での活動は殆ど無く、SPDの自然消滅後もTPDやOPDと違って公式に言及されることは全く無くなっている。
元SPDメンバーの李英宏は後に小松拓也のマネージャーを務めた。

## メンバー
日本で発売された作品にはメンバー名の記載が無いため、アイドルオンステージ出演時の自己紹介より引用した。
- 李 英宏（リー インホン）
- 金 蘭蘭（ジン ランラン）
- 胡 暁燕（フゥ シャオイエン）
- 范 静音（ファン ジンイン）

## 作品
- BORN IN CHINA 青春路上（1996年5月22日発売）[9][10]

1. 少女的夢（夢を）作詞: 松本一起; 中国語詞: 薛范; 作曲: 前田克樹; 編曲: 岩崎文紀
2. 青春（夏のススメ）詞曲: 尾関昌也; 中国語詞: 樓南蔚; 編曲: 松井寛
3. 舞之魅(CATCH!!) 作詞: 松井五郎; 中国語詞: 張海寧; 作曲: NSR; 編曲: NSR, T-Tashiro-Mst
4. 藍天使（Blue Angel) 作詞·編曲: in Voice; 中国語詞: 薛范; 作曲: 武島伸
5. 毎個早上（異国～Tokyo in the Night) 作詞: 松井五郎;  中国語詞: 薛范; 作曲·編曲: 羽田一郎
6. 都市浪漫曲（Tokyo Romance) 作詞: 大久保孝之、江藤孝子; 中国語詞: 薛范; 作曲: 藤木和人
7. 想、想、想（Shang,Shang,Shang) 詞曲·編曲: in Voice; 中国語詞: 張海寧
8. ＲＡＰー青春活力（ひらき直りも芸のうち）詞曲·編曲: Banana ice; 中国語詞: 薛范、齊放
9. 你知道不知道 作詞: 薛范、張照; 作曲: 聶均
10. 青春路上（ありがとう）詞曲: 山本俊彦; 中国語詞: 張海寧; 編曲: in Voice

### タイアップ曲
- 「青春」 三得利（サントリー）オレンジジュースCMソング